# Йоаникій (Никифорович-Полонський)
Архієпископ Йоаникій Никифорович-Полонський (Іоаннікій; 1742, поблизу м. Полонне. — 7 лютого 1819, Кам'янець-Подільський) — український релігійний діяч. Єпископ РПЦ (синодальної). Архієпископ Подільський і Брацлавський у правобережній Україні.

## Біографія
Народився в 1742 році на хуторі поблизу містечка Полонного в Речі Посполитій, в родині селянина.
Закінчив Київську духовну академію. Був пострижений у чернецтво, рукоположений у сан ієромонаха і призначений спочатку викладачем Смоленської духовній семінарії, а потім законовчителем сухопутного кадетського корпусу.
За успішне викладання Закону Божого введений у сан архімандрита і призначений настоятелем Костянтино-Єленинського монастиря у Володимирі.
З 1779 року — ректор Тамбовської духовної семінарії і настоятель Ніжеломовського Казанського монастиря Пензенської єпархії, яким керував 11 років.
У січні 1790 року переведений настоятелем Нижньогородського Печерського монастиря з визначенням першого члена Нижньогородської консисторії.
У 1784 році переводився в Іллінський Троїцький монастир під Черніговом, але у зв'язку з перетворенням монастиря в архієрейський будинок в монастир не приїхав, а був повернутий на колишнє місце.
З лютого 1794 року — настоятель Московського Донського монастиря і член Московської синодальної контори.
12 квітня 1795 митрополитом Платоном (Левшиним) хіротонізований в єпископа Брацлавського і Подільського.
Архієпископ Іоаннікій — перший православний архіпастир Поділля. На його долю (при постій протидії місцевої адміністрації, католицького духовенства і польських поміщиків) випала турбота щодо викорінення унії та зміцнення у вірі возз'єднаних з Православною Церквою.
Спочатку резиденцією нового єпископа був місто Шаргород, а згодом — Кам'янець-Подільський.
У 1797 році він відкрив в Шаргороді духовну семінарію, в 1806 році переніс її в Кам'янець-Подільськ.
У 1799 році кафедра була перейменована в Подільську і Брацлавську.
15 вересня 1801 року введений у сан архієпископа.
Про нього залишилася слава як про покровителя сиріт і вдів.
Раптово помер 7 лютого 1819 року. Похований у Кам'янець-Подільському кафедральному соборі.